# Vicariato apostólico de Quetta
El vicariato apostólico de Quetta (en latín: Vicariatus Apostolicus Mekien(sis), en inglés: Apostolic Vicariate of Quetta y en urdu: کوئٹہ کے رسولی پادری‎) es una circunscripción eclesiástica de rito latino de la Iglesia católica en Pakistán. Desde el 1 de enero de 2021 su obispo es Khalid Rehmat, O.F.M.Cap.

## Territorio y organización
El vicariato apostólico extiende su jurisdicción sobre los fieles católicos de rito latino residentes en la provincia de Baluchistán.
La sede del vicariato apostólico está en la ciudad de Quetta, en donde se encuentra la Catedral del Santo Rosario.
En 2020 el territorio estaba dividido en 16 parroquias. 

## Historia
Las áreas estaban originalmente bajo la jurisdicción del vicariato del Gran Mogul que se estableció en 1697. En 1832 el vicariato pasó a formar parte de la arquidiócesis de Bombay y en 1878 pasó a la misión de Afganistán, que había sido confiada a los misioneros de Mill Hill. Quetta, en los años siguientes, sería visitada por jesuitas (que partieron en 1935) y luego por franciscanos (hasta 1982). En 1982 el cuidado pastoral de la comunidad local fue confiado a los Misioneros Oblatos de María Inmaculada, luego reforzados por los salesianos.
La prefectura apostólica de Quetta fue erigida el 9 de noviembre de 2001 con la bula Spectantibus cunctis del papa Juan Pablo II, separando territorio de la arquidiócesis de Karachi y de la diócesis de Hyderabad en Pakistán.

Summa propterea pro auctoritate Nostra apostolica partes provinciae civilis iam commemoratae « Balochistan », hucusque ad archidioecesim Karachiensem necnon dioecesim Hyderabandensem in Pakistan iure pertinentes, seiungimus indeque Praefecturam Apostolicam excitamus postmodum Quettensem nominandam, cum ea praecipua eius sit civitas.

El 29 de abril de 2010 la prefectura apostólica fue elevada a vicariato apostólico con la bula Singulari quidem del papa Benedicto XVI.

## Episcopologio
- Victor Gnanapragasam, O.M.I. † (9 de noviembre de 2001-12 de diciembre de 2020 falleció)
- Khalid Rehmat, O.F.M.Cap., desde el 1 de enero de 2021

## Estadísticas
De acuerdo al Anuario Pontificio 2021 el vicariato apostólico tenía a fines de 2020 un total de 33 388 fieles bautizados.
| Año                                                                             | Población            | Población  | Población      | Sacerdotes | Sacerdotes    | Sacerdotes    | Bautizados por sacerdote | Diáconos permanentes | Religiosos | Religiosos | Parroquias |
| Año                                                                             | Bautizados católicos | Total      | % de católicos | Total      | Clero secular | Clero regular | Bautizados por sacerdote | Diáconos permanentes | Varones    | Mujeres    | Parroquias |
| ------------------------------------------------------------------------------- | -------------------- | ---------- | -------------- | ---------- | ------------- | ------------- | ------------------------ | -------------------- | ---------- | ---------- | ---------- |
| 2001                                                                            | 27 000               | 5 000      | 0.5            | 8          |               | 8             | 3375                     |                      | 8          | 12         |            |
| 2002                                                                            | 27 000               | 6 511 358  | 0.4            | 7          | 2             | 5             | 3857                     |                      | 6          | 14         | 5          |
| 2003                                                                            | 27 555               | 6 511 358  | 0.4            | 10         | 1             | 9             | 2755                     |                      | 9          | 15         | 5          |
| 2004                                                                            | 27 902               | 6 511 358  | 0.4            | 9          | 1             | 8             | 3100                     |                      | 11         | 16         | 5          |
| 2010                                                                            | 30 518               | 7 296 000  | 0.4            | 13         |               | 13            | 2347                     |                      | 13         | 24         | 8          |
| 2014                                                                            | 31 968               | 7 863 000  | 0.4            | 9          |               | 9             | 3552                     |                      | 12         | 19         | 9          |
| 2017                                                                            | 32 632               | 9 390 365  | 0.3            | 8          |               | 8             | 4079                     |                      | 9          | 17         | 9          |
| 2020                                                                            | 33 388               | 12 961 752 | 0.3            | 17         | 7             | 8             | 2225                     |                      | 8          | 19         | 9          |
| Fuente: Catholic-Hierarchy, que a su vez toma los datos del Anuario Pontificio. |                      |            |                |            |               |               |                          |                      |            |            |            |